# Jelenin (województwo zachodniopomorskie)
Jelenin (Göllen) – wieś w Polsce, położona w województwie zachodniopomorskim, w powiecie gryfińskim, w gminie Chojna.
W latach 1975–1998 wieś administracyjnie należała do województwa szczecińskiego.
Według danych z 1 stycznia 2011 roku wieś liczyła 194 mieszkańców.
W miejscowości urodził się polityk Czesław Hoc.

## Integralne części wsi
| SIMC    | Nazwa   | Rodzaj  |
| ------- | ------- | ------- |
| 0773707 | Jelonki | kolonia |
| 0773713 | Wilcze  | kolonia |

## Zabytki
- Kościół wczesnogotycki z II poł. XIII w., wzniesiony z kostki granitowej, kilkakrotnie przebudowywany. Po pożarze w 1859 powiększony o prezbiterium, kruchtę i neoromańską wieżę z żółtej cegły.
- Dawna karczma z końca XIX w.[7]